# Frío sol de invierno
Frío sol de invierno es una película española del año 2004 dirigida y escrita por Pablo Malo, protagonizada por Unax Ugalde, Marisa Paredes y Javier Pereira. La película ganó el Premio Goya a Dirección Novel en su edición del 2005.

## Sinopsis
Tras salir de un sanatorio, Adrián (Unax Ugalde) es contactado por el abogado familiar para comunicarle que su padre le ha dejado la casa familiar. Su vida se cruza con la de Raquel (Marisa Paredes), una trabajadora sexual, y su hijo Gonzalo (Javier Pereira), un trabajador informal que suele rozar con actividades criminales. 

## Premios
| Año  | Premio                                   | Categoría               | Resultado |
| ---- | ---------------------------------------- | ----------------------- | --------- |
| 2005 | Premios Goya                             | Mejor Director Novel    | Ganador   |
| 2005 | Premios Goya                             | Mejor Montaje           | Nominado  |
| 2005 | Unión de Actores                         | Mejor actriz de reparto | Nominado  |
| 2005 | Festival de Cine Independiente de Orense | Mejor actor             | Ganador   |
| 2005 | Festival de Cine de Viña del Mar         | Mejor actor             | Ganador   |
| 2005 | Festival de Cine de Viña del Mar         | Mejor actriz de reparto | Ganadora  |
| 2005 | Festival de Cine de Viña del Mar         | Mejor fotografía        | Ganador   |